# Латеральна система

Розташування латеральних знаків у регіоні B (у регіоні A колір знаків зворотний), суцільною стрілкою позначено основний хід, пунктиром — другорядний. Також на схемі присутні чотири знаки, що не входять до латеральної системи:
• щити з вертикальними смугами (колір обирають такий, щоб не зливався з місцевістю) — осьовий створ;
• червоно-чорний буй з двома кулями — знак поодинокої небезпеки;
• червоно-білий буй з червоною кулею — знак чистої води (осьовий знак) на вході з відкритого моря;
• ромбічний знак — орієнтир, див. лоцію.

Латеральна система — система навігаційного огородження ділянок водної поверхні або об'єктів, що становлять небезпеку для плавання (позначення фарватерів). Одна з двох, поряд з кардинальною, систем плавучого огородження морських або річкових небезпек. Використовувані в цій системі навігаційні знаки (буї, бакени, віхи, маяки, берегові знаки, створи) називаються латеральними знаками.

## Типи латеральної системи

Розподіл регіонів A (червоний) і B (зелений) на мапі світу.

Міжнародною асоціацією маякових служб (МАМС) для всього світу прийняті два типи латеральної системи, які розрізняються протилежним колірним кодуванням. Історично існувало до 30 різноманітних знакових систем, перш ніж вони були зведені до одного стандарту. У 1980 р. на конференції МАМС були ухвалені правила нової комбінованої системи, що інтегрувала попередні дві системи (A і B) в одну, з двома регіонами застосування (A і B).

### Регіон A
- включає Європу, Африку, більшу частину Азії та Океанії, а також Гренландію.
- ліва сторона позначається знаками червоного кольору і червоними проблисковими вогнями будь-якого ритму блимання, окрім 2+1.
- права сторона позначається знаками зеленого кольору і зеленими проблисковими вогнями будь-якого ритму блимання, окрім 2+1.

|                         |                         |
| Ліва сторона (червоний) | Права сторона (зелений) |

### Регіон B
- включає Північну і Південну Америку, Японію, Південну Корею[2], Філіппіни, Тайвань[3], Гаваї та острів Пасхи.
- ліва сторона позначається знаками зеленого кольору і зеленими проблисковими вогнями будь-якого ритму блимання, окрім 2+1
- права сторона позначається знаками червоного кольору і червоними проблисковими вогнями будь-якого ритму блимання, окрім 2+1

|                        |                          |
| Ліва сторона (зелений) | Права сторона (червоний) |

### Загальні принципи
- ліві латеральні знаки мають топову фігуру у вигляді циліндра (квадрата) або плоский верх.
- праві латеральні знаки мають топову фігуру у вигляді конуса (трикутника) або загострений верх.

Форма топових фігур має важливе значення, оскільки кольори неможливо розрізнити за умов слабкого освітлення, а також особами з колірною сліпотою. Окрім того, знаки можуть нести літерне чи цифрове маркування: з метою ідентифікації кожного конкретного знака відповідно до його позначення на навігаційній мапі.
Нумерація і абеткування знаків іде в напрямку від моря уверх за течією (у гавані — у напрямку до неї з моря), причому парні номери розташовуються на лівій стороні, непарні — на правій. Так само відносно цього напрямку визначаються права і ліва сторона фарватеру. У випадках, коли визначення правої і лівої сторін утруднено, їх визначають за даними навігаційної мапи (замість латеральних ще можуть використовувати кардинальні знаки).
Якщо хід розгалужується, наприклад, до маленької гавані осторонь головного фарватеру, застосовуються знаки основного ходу (розгалуження). Такий знак має таку ж форму (топову фігуру) і основне забарвлення, що й знак для правої або лівої сторони, але несе горизонтальну смугу протилежного кольору. Наприклад, якщо в регіоні A основний хід йде прямо, а другорядний відгалужується вліво, знак розгалуження має червоний колір і топову фігуру у вигляді квадрата, зі зеленою поперечною смугою. У регіоні B той же знак матиме зелений колір і топову фігуру у вигляді квадрата, з червоною поперечною смугою.

## Знаки латеральної системи

### Знак повороту на правий другорядний хід
У регіоні A для позначення розгалуження водного шляху, де головний хід повертає вліво, а другорядний — вправо, використовується знак зеленого кольору з червоною поперечною смугою. Уночі позначається зеленим проблисковим вогнем ритмом блимання 2+1.
У регіоні B використовується знак червоного кольору із зеленою поперечною смугою.

### Знак повороту на лівий другорядний хід
У регіоні A для позначення розгалуження водного шляху, де головний хід повертає вправо, а другорядний — вліво, використовується знак червоного кольору із зеленою поперечною смугою. Уночі позначається червоним проблисковим вогнем ритмом блимання 2+1.
У регіоні B використовується знак зеленого кольору з червоною поперечною смугою.